# Saison 1968-1969 du Bayern Munich
Maillots
Chronologie
Saison précédente Saison suivante
La saison 1968-1969 est la 4e saison du Bayern Munich consécutive en Bundesliga.

## Transferts

### Transferts estivaux
| Nom                | Nationalité | Poste     | Transfert | Provenance/Destination | Division   |
| ------------------ | ----------- | --------- | --------- | ---------------------- | ---------- |
| Arrivées           |             |           |           |                        |            |
| Benno Zellermayer  | Allemagne   | Defenseur |           |                        |            |
| Peter Stegmann     | Allemagne   | Milieu    |           |                        |            |
| Albrecht Wachsmann | Allemagne   | Milieu    |           | SV Mammendorf          | -          |
| Reinhard Lippert   | Allemagne   | Attaquant |           | SV Hutthurm            | -          |
| Peter Pumm         | Autriche    | Defenseur |           | FC Wacker Innsbruck    | Bundesliga |
| August Starek      | Autriche    | Milieu    |           | FC Nuremberg           | Bundesliga |
| Départs            |             |           |           |                        |            |

### Transferts hivernaux
| Nom      | Nationalité | Poste | Transfert | Provenance/Destination | Division |
| -------- | ----------- | ----- | --------- | ---------------------- | -------- |
| Arrivées |             |       |           |                        |          |
| Départs  |             |       |           |                        |          |

## Compétitions
| Bundesliga         | Coupe d'Allemagne                 |
| ------------------ | --------------------------------- |
| Champion 46 points | Vainqueur face à Schalke 04 (2-1) |
| 18V 10N 6D         | 5V 1N 0D                          |
| TOTAL: 23V 11N 6D  |                                   |

### Championnat

#### Journées 33 et 34
En dernière journée, le Bayern affronte Hanovre et s'impose, il gagne ainsi son deuxième championnat, et le premier de l'ère Bundesliga.

#### Évolution du classement et des résultats
| Journée  | 1  | 2  | 3   | 4   | 5   | 6   | 7   | 8   | 9   | 10  | 11  | 12  | 13  | 14  | 15  | 16  | 17  | 18  | 19  | 20  | 21  | 22  | 23  | 24  | 25  | 26  | 27  | 28  | 29  | 31  | 30  | 32  | 33  | 34  | Journées en tête |
| -------- | -- | -- | --- | --- | --- | --- | --- | --- | --- | --- | --- | --- | --- | --- | --- | --- | --- | --- | --- | --- | --- | --- | --- | --- | --- | --- | --- | --- | --- | --- | --- | --- | --- | --- | ---------------- |
| Résultat | V  | V  | V   | V   | V   | N   | N   | V   | V   | V   | D   | V   | N   | V   | N   | N   | D   | D   | D   | N   | N   | V   | V   | N   | V   | D   | N   | V   | V   | V   | D   | V   | N   | V   | —                |
| Rang     | 3e | 2e | 1er | 1er | 1er | 1er | 1er | 1er | 1er | 1er | 1er | 1er | 1er | 1er | 1er | 1er | 1er | 1er | 1er | 1er | 1er | 1er | 1er | 1er | 1er | 1er | 1er | 1er | 1er | 1er | 1er | 1er | 1er | 1er | 32               |

### Coupe d'Allemagne
Lors de la finale contre Schalke, le Bayern s'impose, seulement quelques jours après avoir gagné le championnat, le Bayern remporte la coupe et réalise le doublé, le premier de l'histoire en Bundesliga.

## Joueurs et encadrement technique

### Effectif professionnel
En grisé, les sélections de joueurs internationaux chez les jeunes mais n'ayant jamais été appelés aux échelons supérieur une fois l'âge limite dépassé.

## Statistiques

### Statistiques collectives
| Compétition       | Débute au tour | Termine   | Matches joués | Gagnés | Nuls | Perdus | Buts pour | Buts contre | Différence |
| ----------------- | -------------- | --------- | ------------- | ------ | ---- | ------ | --------- | ----------- | ---------- |
| Bundesliga        | -              | Vainqueur | 34            | 18     | 10   | 6      | 61        | 31          | +30        |
| Coupe d'Allemagne | 1er Tour       | Vainqueur | 6             | 5      | 1    | 0      | 8         | 1           | +7         |
| Total             | -              | -         | 40            | 23     | 11   | 6      | 69        | 32          | +37        |

### Statistiques individuelles
(Mis à jour le )
| Numéro | Nat. | Nom | Championnat | Championnat | Championnat    | Championnat | Championnat  | Ligue Europa | Ligue Europa | Ligue Europa   | Ligue Europa | Ligue Europa | Coupe d'Allemagne | Coupe d'Allemagne | Coupe d'Allemagne | Coupe d'Allemagne | Coupe d'Allemagne | Total | Total       | Total          | Total  | Total        |
| Numéro | Nat. | Nom | M.j.        | But inscrit | Passe décisive | Averti      | Carton rouge | M.j.         | But inscrit  | Passe décisive | Averti       | Carton rouge | M.j.              | But inscrit       | Passe décisive    | Averti            | Carton rouge      | M.j.  | But inscrit | Passe décisive | Averti | Carton rouge |
| ------ | ---- | --- | ----------- | ----------- | -------------- | ----------- | ------------ | ------------ | ------------ | -------------- | ------------ | ------------ | ----------------- | ----------------- | ----------------- | ----------------- | ----------------- | ----- | ----------- | -------------- | ------ | ------------ |
|        |      |     | 0           | 0           | 0              | 0           | 0            | 0            | 0            | 0              | 0            | 0            | 0                 | 0                 | 0                 | 0                 | 0                 | 0     | 0           | 0              | 0      | 0            |